# جلين جارنر
جلين جارنر (بالإنجليزية: Glyn Garner)‏ (9 ديسمبر 1976 في المملكة المتحدة - ) هو لاعب كرة قدم بريطاني في مركز حراسة المرمى. شارك مع منتخب ويلز لكرة القدم. أما مع النوادي، فقد لعب مع شروزبري تاون ونادي بوري ونادي سانت إيلي تاون ونادي كمبران تاون ونادي ليتون أورينت ونيوبورت كونتي وMerthyr Town F.C. ‏ ونادي باث سيتي وCirencester Town F.C. ‏ وغرايز أتلاتيك ‏.

## وصلات خارجية
- جلين جارنر على موقع قاعدة بيانات كرة القدم.إي يو (الإنجليزية)
- جلين جارنر على موقع Soccerbase.com (لاعب) (الإنجليزية)
- جلين جارنر على موقع عالم كرة القدم.نت (الإنجليزية)